# Appias celestina
Appias celestina is een vlindersoort uit de familie van de Pieridae (witjes), onderfamilie Pierinae.
Appias celestina werd in 1832 beschreven door Boisduval.